# Sucharzewo (województwo wielkopolskie)
Sucharzewo – wieś w Polsce położona w województwie wielkopolskim, w powiecie śremskim, w gminie Brodnica.
W latach 1975–1998 miejscowość administracyjnie należała do województwa poznańskiego.
Wieś położona na zachód od Brodnicy przy drodze powiatowej nr 4062 z Iłówca do Psarskie przez Brodnicę.